# Papowo Biskupie

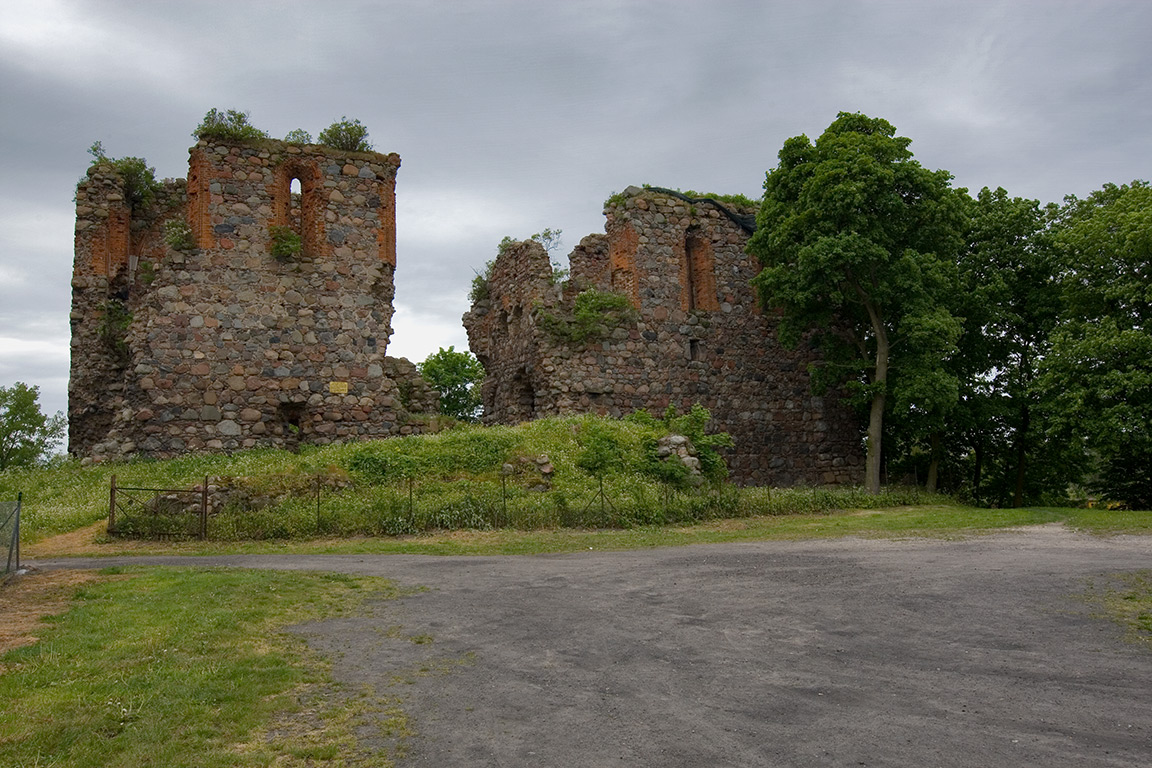
Slottruin.

Papowo Biskupie är en by i kommunen (gmina) i länet (powiat) Chełmiński i vojvodskapet Kujawy-Pomorze i Polen. Byn grundades under medeltiden och finns först omnämnd 1222. I tyskspråkiga dokument omnämns byn omväxlande som apouo (1222), Papowe (1284), Popow (w 1326), Papav, Papaw (1327) och Pfaffendorf (w 1554) I samband med Polens första delning 1772 hamnade byn i Västpreussen.